# Iraq Stars League
La Stars League (arabo: الدوري العراقي الممتاز, Al-Dawri Al-Iraqi Al-Mumtaz), nota meglio come Iraq Stars League o anche, in italiano, come Prima Lega, è la massima serie del campionato iracheno di calcio. Fu fondata nel 1974 ed è composta da 20 squadre.

## Formato
La competizione vede affrontarsi 20 squadre in un girone all'italiana con partite di andata e ritorno, per un totale di 38 giornate. Tutte le partite giocate a Baghdad vengono disputate allo stadio Al-Shaab per assicurare una maggiore affluenza di pubblico. I criteri per determinare quale squadra precede l'altra in classifica sono i punti ottenuti, in subordine la differenza reti e in subordine il numero di gol segnati.
La squadra che vince il campionato si qualifica alla Supercoppa d'Iraq, che disputerà nella stagione seguente contro la squadra vincitrice della Coppa d'Iraq (se la stessa squadra vince entrambe le competizioni, alla Supercoppa si qualificano la vincitrice del campionato e la squadra piazzatasi seconda in campionato). Le ultime due classificate retrocedono nella Prima Divisione, la seconda serie nazionale; al loro posto vengono promosse in massima serie le squadre classificatesi ai primi due posti in seconda serie.
La squadra che vince il campionato è ammessa alla fase a gironi dell'AFC Champions League, mentre la squadra che vince la Coppa d'Iraq accede al secondo turno preliminare dell'AFC Champions League. Le prime due in graduatoria accedono inoltre alla fase a gironi della Champions League araba, mentre la terza classificata si qualifica al turno preliminare della Champions League araba.

## Storia
Dal 1962 al 1974 in Iraq si disputavano quattro campionati su base regionale, il più importante dei quali era il campionato della Federazione calcistica dell'Iraq, cui prendevano parte solo le squadre della capitale, tanto che il torneo era noto anche come campionato di calcio di Baghdad. In questi undici anni il campionato della capitale fu dominato dall'Al-Shorta, che vinse più della metà dei campionati. In seguito la partecipazione al campionato centrale venne allargata a tutte le squadre del paese.
In passato il campionato era suddiviso in quattro gironi regionali. Le migliori 4 di ogni girone si qualificavano al turno successivo, mentre l'ultima di ogni girone veniva retrocessa in seconda divisione. Le 12 squadre qualificate alla fase nazionale venivano suddivise in 4 gironi da 3. Le vincenti di ogni girone si qualificavano alle semifinali. Le due vincenti delle semifinali si affrontavano nella finale per l'assegnazione del titolo mentre le perdenti giocavano la finale per il terzo posto. Le due finaliste si qualificavano alla AFC Champions League, mentre la terza si qualificava alla Champions League araba.

## Squadre
Stagione 2023-2024.
| Squadra           | Città        | Stadio                           | Capienza |
| ----------------- | ------------ | -------------------------------- | -------- |
| Al Hudod          | Baghdad      | Stadio Al-Shaab                  | 40 000   |
| Al-Kahraba        | Baghdad      | Stadio Al-Taji                   | 5 000    |
| Al-Karkh          | Baghdad      | Stadio Al-Saher Ahmed Radhi      | 5 000    |
| Al-Mina'a         | Bassora      | Stadio Olimpico di Al-Minaa      | 30 000   |
| Al-Naft           | Baghdad      | Stadio Al-Sinaa                  | 10 000   |
| Al-Najaf          | Najaf        | Stadio nuovo di Najaf            | 30 000   |
| Al-Qasim          | Babil        | Stadio Al-Kifl                   | 10 000   |
| Al-Quwa Al-Jawiya | Baghdad      | Stadio Al-Shaab                  | 40 000   |
| Al-Shorta         | Baghdad      | Stadio Al-Shaab                  | 40 000   |
| Al-Talaba         | Baghdad      | Stadio Al-Shaab                  | 40 000   |
| Al-Zawraa         | Baghdad      | Stadio Al-Zawraa                 | 15 000   |
| Amanat Baghdad    | Baghdad      | Stadio Al-Madina                 | 32 000   |
| Arbil             | Arbil        | Stadio Franso Hariri             | 25 000   |
| Duhok             | Duhok        | Stadio di Duhok                  | 22 800   |
| Karbala           | Kerbela      | Stadio internazionale di Kerbela | 30 000   |
| Naft Al-Basra     | Bassora      | Stadio Al Fayhaa                 | 10 000   |
| Naft Al-Wasat     | Najaf        | Stadio nuovo di Najaf            | 30 000   |
| Naft Maysan       | Amarah       | Stadio Maysan                    | 25 000   |
| Newroz            | Sulaymaniyya | Stadio internazionale Newroz     | 14 500   |
| Zakho             | Zakho        | Stadio internazionale di Zakho   | 20 000   |

## Albo d'oro

### Vittorie per squadra
| Club              | Città   | Vittorie | Secondi posti | Anni vittorie                                                                      |
| ----------------- | ------- | -------- | ------------- | ---------------------------------------------------------------------------------- |
| Al-Zawraa         | Baghdad | 14       | 9             | 1976, 1977, 1979, 1991, 1994, 1995, 1996, 1999, 2000, 2001, 2006, 2011, 2016, 2018 |
| Al-Quwa Al-Jawiya | Baghdad | 8        | 12            | 1974,1975, 1990, 1992, 1997, 2005, 2017, 2021                                      |
| Al-Shorta         | Baghdad | 8        | 2             | 1980, 1998, 2013, 2019, 2022, 2023, 2024, 2025                                     |
| Al-Talaba         | Baghdad | 5        | 7             | 1981, 1982, 1986, 1993, 2002                                                       |
| Arbil             | Arbil   | 4        | 3             | 2007, 2008, 2009, 2012                                                             |
| Al-Karkh          | Baghdad | 3        | 2             | 1987, 1988, 1989                                                                   |
| Al Jaish          | Baghdad | 1        | 2             | 1984                                                                               |
| Duhok             | Duhok   | 1        | 1             | 2010                                                                               |
| Al-Mina'a         | Basora  | 1        | 1             | 1978                                                                               |
| Salahaddin        | Tikrit  | 1        | -             | 1983                                                                               |
| Naft Al-Wasat     | Nayaf   | 1        | -             | 2015                                                                               |
| Al-Najaf          | Nayaf   | -        | 3             | ----                                                                               |

- I dati sull'Al-Quwa Al-Jawiya includono i dati inerenti l'Al-Tayaran.